# Harri Heliövaara
Harri Heliövaara (Helsinki, Finlandia; 4 de junio de 1989) es un tenista finlandés.
Heliövaara alcanzó el puesto 4° en el ranking ATP de dobles el 27 de enero de 2025; mientras que en individuales llegó al puesto 194° el 19 de diciembre de 2011.
Heliövaara anunció su retiro profesional del tenis en 2013, pero regresó en 2017.
En 2023, logró ganar el título de dobles mixto de Grand Slam en el Abierto de Estados Unidos 2023 junto a Anna Danilina.
En julio de 2024, llegó a su primera final de Grand Slam en la modalidad de dobles en el Campeonato de Wimbledon 2024.

## Torneos de Grand Slam

### Dobles

#### Títulos (2)
| Año  | Campeonato           | Pareja       | Oponentes en la final           | Resultado en final     |
| 2024 | Wimbledon            | Henry Patten | Max Purcell Jordan Thompson     | 6-7(7), 7-6(8), 7-6(9) |
| 2025 | Abierto de Australia | Henry Patten | Simone Bolelli Andrea Vavassori | 6-7(16), 7-6(5), 6-3   |

### Dobles mixto

#### Títulos (1)
| Año  | Campeonato         | Pareja        | Oponentes en la final          | Resultado |
| 2023 | Abierto de EE. UU. | Anna Danilina | Jessica Pegula Austin Krajicek | 6-3, 6-4  |

## Títulos ATP (9; 0+9)

### Dobles (9)
| Leyenda                         |
| Grand Slam (2)                  |
| ATP World Tour Finals (0)       |
| ATP World Tour Masters 1000 (0) |
| ATP World Tour 500 (1)          |
| ATP World Tour 250 (6)          |

| N.º | Fecha                 | Torneo               | Superficie    | Pareja           | Oponentes en la final           | Resultado              |
| --- | --------------------- | -------------------- | ------------- | ---------------- | ------------------------------- | ---------------------- |
| 1.  | 14 de marzo de 2021   | Marsella             | Dura (i)      | Lloyd Glasspool  | Sander Arends David Pel         | 7-5, 7-6(4)            |
| 2.  | 24 de octubre de 2021 | Moscú                | Dura (i)      | Matwé Middelkoop | Tomislav Brkić Nikola Čačić     | 7-5, 4-6, [11-9]       |
| 3.  | 24 de julio de 2022   | Hamburgo             | Tierra batida | Lloyd Glasspool  | Rohan Bopanna Matwé Middelkoop  | 6-2, 6-4               |
| 4.  | 8 de enero de 2023    | Adelaida I           | Dura          | Lloyd Glasspool  | Jamie Murray Michael Venus      | 6-3, 7-6(3)            |
| 5.  | 6 de abril de 2024    | Marrakech            | Tierra batida | Henry Patten     | Alexander Erler Lucas Miedler   | 3-6, 6-4, [10-4]       |
| 6.  | 25 de mayo de 2024    | Lyon                 | Tierra batida | Henry Patten     | Yuki Bhambri Albano Olivetti    | 3-6, 7-6(4), [10-8]    |
| 7.  | 13 de julio de 2024   | Wimbledon            | Hierba        | Henry Patten     | Max Purcell Jordan Thompson     | 6-7(7), 7-6(8), 7-6(9) |
| 8.  | 20 de octubre de 2024 | Estocolmo            | Dura (i)      | Henry Patten     | Petr Nouza Patrik Rikl          | 7-5, 6-3               |
| 9.  | 25 de enero de 2025   | Abierto de Australia | Dura          | Henry Patten     | Simone Bolelli Andrea Vavassori | 6-7(16), 7-6(5), 6-3   |

#### Finalista (10)
| N.º | Fecha                    | Torneo       | Superficie    | Pareja          | Oponentes en la final               | Resultado            |
| --- | ------------------------ | ------------ | ------------- | --------------- | ----------------------------------- | -------------------- |
| 1.  | 6 de febrero de 2022     | Montpellier  | Dura (i)      | Lloyd Glasspool | Pierre-Hugues Herbert Nicolas Mahut | 6-4, 6-7(3), [10-12] |
| 2.  | 13 de febrero de 2022    | Dallas       | Dura (i)      | Lloyd Glasspool | Marcelo Arévalo Jean-Julien Rojer   | 6-7(4), 4-6          |
| 3.  | 19 de junio de 2022      | Queen's Club | Hierba        | Lloyd Glasspool | Nikola Mektić Mate Pavić            | 6-3, 6-7(3), [6-10]  |
| 4.  | 30 de julio de 2022      | Umag         | Tierra batida | Lloyd Glasspool | Simone Bolelli Fabio Fognini        | 7-5, 6-7(6), [7-10]  |
| 5.  | 25 de septiembre de 2022 | Metz         | Dura (i)      | Lloyd Glasspool | Hugo Nys Jan Zieliński              | 6-7(5), 4-6          |
| 6.  | 23 de octubre de 2022    | Estocolmo    | Dura (i)      | Lloyd Glasspool | Marcelo Arévalo Jean-Julien Rojer   | 3-6, 3-6             |
| 7.  | 4 de marzo de 2023       | Dubái        | Dura          | Lloyd Glasspool | Maxime Cressy Fabrice Martin        | 6-7(2), 4-6          |
| 8.  | 21 de abril de 2024      | Bucarest     | Tierra batida | Henry Patten    | Sadio Doumbia Fabien Reboul         | 3-6, 5-7             |
| 9.  | 2 de octubre de 2024     | Pekín        | Dura          | Henry Patten    | Simone Bolelli Andrea Vavassori     | 6-4, 3-6, [5-10]     |
| 10. | 1 de marzo de 2025       | Dubái        | Dura          | Henry Patten    | Yuki Bhambri Alexei Popyrin         | 6-3, 6-7(12), [8-10] |

## Títulos ATP Challenger (14; 0+14)

### Dobles (14)
| No. | Fecha                    | Torneo                         | Superficie    | Pareja                 | Oponentes en la final                     | Resultado               |
| --- | ------------------------ | ------------------------------ | ------------- | ---------------------- | ----------------------------------------- | ----------------------- |
| 1.  | 23 de septiembre de 2011 | Challenger de Tashkent         | Dura          | Denys Molchanov        | John Paul Fruttero Raven Klaasen          | 7-6, 7-6                |
| 2.  | 14 de julio de 2018      | Challenger de Båstad           | Tierra batida | Henri Laaksonen        | Zdeněk Kolář Gonçalo Oliveira             | 6-4, 6-3                |
| 3.  | 4 de noviembre de 2018   | Challenger de Charlottesville  | Dura (i)      | Henri Laaksonen        | Toshihide Matsui Frederik Nielsen         | 6-3, 6-4                |
| 4.  | 21 de julio de 2019      | Challenger de Amersfoort       | Tierra batida | Emil Ruusuvuori        | Jesper De Jong Ryan Nijboer               | 6-3, 6-4                |
| 5.  | 5 de octubre de 2019     | Challenger de Nur-Sultán II    | Dura (i)      | Illya Marchenko        | Karol Drzewiecki Szymon Walkow            | 6-4, 6-4                |
| 6.  | 2 de noviembre de 2019   | Challenger de Playford City II | Dura          | Patrik Niklas-Salminen | Ruben Gonzales Evan King                  | 6-4, 6-7(4), [10-7]     |
| 7.  | 1 de febrero de 2020     | Challenger de Burnie           | Dura          | Sem Verbeek            | Luca Margaroli Andrea Vavassori           | 7-6(5), 7-6(4)          |
| 8.  | 3 de octubre de 2020     | Challenger de Biella           | Tierra batida | Szymon Walkow          | Lloyd Glasspool Alex Lawson               | 7-5, 6-3                |
| 9.  | 14 de noviembre de 2020  | Challenger de Bratislava       | Dura (i)      | Emil Ruusuvuori        | Lukáš Klein Alex Molčan                   | 6-4, 6-3                |
| 10. | 27 de febrero de 2021    | Challenger de Las Palmas       | Tierra batida | Lloyd Glasspool        | Kimmer Coppejans Sergio Martos Gornes     | 7-5, 6-1                |
| 11. | 9 de octubre de 2021     | Challenger de Barcelona        | Tierra batida | Roman Jebavý           | Nuno Borges Francisco Cabral              | 6-4, 6-3                |
| 12. | 13 de noviembre de 2021  | Challenger de Roanne           | Dura (i)      | Lloyd Glasspool        | Romain Arneodo Albano Olivetti            | 7-6(5), 6-7(5), [12-10] |
| 13. | 14 de abril de 2024      | Challenger de Madrid           | Tierra batida | Lloyd Glasspool        | Guido Andreozzi Miguel Ángel Reyes-Varela | 7-5, 7-6(1)             |
| 14. | 19 de mayo de 2024       | Challenger de Turín            | Tierra batida | Henry Patten           | Andreas Mies Neal Skupski                 | 6-3, 6-3                |